# 박영범
박영범(1965년 ~ )은 대한민국 대통령비서실 경제수석실 농해수비서관이다.

## 학력
- 성수고등학교 졸업
- 서울대학교 농업경제학 학사
- 서울대학교 대학원 농업경제학 석사
- 서울대학교 대학원 농업경제학 박사 수료

## 경력
- 1992년 4월 ∼ 1993년 4월 : 서울대학교 조교
- 1997년 2월 ∼ 1999년 3월 : 서울대농업정책연구회 회장
- 1998년 11월 ∼ 2019년 5월 : 지역농업네트워크협동조합 이사장
- 2005년 5월 ∼ 2008년 2월 : 농어업&농어촌특별대책위원회 위원
- (사)국민농업포럼 이사
- 2017년 8월 ∼ 2018년 8월 : 농림축산식품부 농정개혁위원회 위원
- 2018년 6월 ∼ 2019년 5월 : 한국농어촌공사 비상임이사
- 2018년 8월 ∼ 2020년 8월 : 농식품부 자체평가위원회 위원
- 지역농업네트워크협동조합 연합회 회장
- 2019년 5월 ~ 2020년 12월 : 대통령비서실 경제수석실 농해수비서관
- 2020년 12월 ~ 2021년 12월 : 제5대 농림축산식품부 차관
- 강원대학교 농업생명과학대학 농업자원경제학전공 객원교수